# 印度新近扇蟹
印度新近扇蟹（学名：Neoxanthias impressus）为扇蟹科新近扇蟹属的动物。分布于新喀里多尼亚、澳大利亚、印度尼西亚、安达曼群岛、毛里求斯以及中国大陆的西沙群岛等地，生活环境为海水，主要栖息于珊瑚礁浅水中。